# 栗原海
栗原 海（くりはら うみ、1981年6月13日 - ）は千葉県出身の元レースクイーン。

## 人物
- 身長164cm　バスト88 ウエスト58　ヒップ85
- 血液型:O型
- 趣味：ジャズダンス・テニス・ダーツ・バレエ・買い物
- 特技：歌・ダンス
- 好きな色：白、ピンク、緑、水色
- （元南青山少女歌劇団 6期生）メンバー

## 来歴
- 2005年、DUNLOPのキャンペーンガール「DIGICCO」のメンバーに就任し、3年間活動。ユニット末期となる2007年はリーダーを務めた。
- 2008年1月、DIGICCO解散。同時に2007年のメンバーだった渕脇レイナと共にスタイルコーポレーションに移籍する。
- 2008年1月12日、小林麻衣、伊藤友美と共にアイドルグループ「JEWEL」を結成。同日の東京オートサロンで初お披露目し、この年のスーパー耐久シリーズのイメージガールを務めた。
- 2009年3月、「JUICY」のメンバーとして2年連続でスーパー耐久イメージガールを務める。
- 2009年11月28日、ツインリンクもてぎで行われた2009年スーパー耐久レース最終戦をもってレースクイーンを卒業することを発表。その後もJUICYのメンバーとしてライブ活動を続け、2010年3月28日の2010年スーパー耐久レース第1戦をもってJUICYを卒業し、同年4月11日の撮影会を最後にスタイルコーポレーションを離れた。

## 出演

### 撮影会
- スタイル撮影会（2008年1月26日）
- 南まことBirthday撮影会（2008年5月5日）
- バースデー撮影会（2008年6月7日）
- エモーション名古屋撮影会（2008年9月20日）
- JEWEL撮影会 （2008年9月27日、10月25日）

他　

### 雑誌
- sabra（小学館）
- ヤングマガジン（講談社）
- カーセンサー（リクルート）
- AUTOSPORT（三栄書房）

### テレビ
- エンタ!371「月刊DIGICCO」
- 中京テレビ D4「ウキ→ビジュ」DIGICCO大作戦
- フジテレビ 「北野タレント名鑑」
- 名古屋テレビ 「どですか!」
- 日本テレビ「おネエMANS」2008年6月3日 ★カリスマヘアスタイリスト・平澤隆司の超カンタン んわりヘアアレンジ。ヘアーモデル。
- TBS「さまぁ〜ず式」2009年3月3日「大竹湯～トピア」コーナー出演。

### ラジオ
- DUNLOP FUTURE HITS（TOKYO FM系全国ネット）

## リリース作品
※JEWELの項も参照。

### DVD
- PERFUME（2006年8月30日発売）

### CD（DIGICCOとして）
- YOU!THE WINNER （2005年4月13日発売）
- Digi☆Romantic （2006年4月19日発売）
- DIGI☆TRANCE （2006年9月13日発売）